# Salomé (filme de 2024)
Salomé é um filme brasileiro de 2024 e do gênero drama. Dirigido por André Antônio, o filme conta a história de Cecília (Aura do Nascimento) em seu retorno para casa durante o natal. Teve sua estreia mundial no Chile em outubro de 2024, no 31º Festival Internacional de Cine de Valdivia. Estreou no Brasil em 5 de dezembro de 2024, durante o 57º Festival de Brasília, onde conquistou 8 prêmios.

## Sinopse
Cecília é uma jovem modelo de sucesso que mora em São Paulo. Ela volta para Recife, para passar o natal com a mãe, Helena (Renata Carvalho). Cecília reencontra João (Fellipy Sizernando), um vizinho da infância, e fica fascinada pela beleza dele. Uma noite, João apresenta para ela um loló diferente do habitual, de cor verde, que leva à ligação entre os dois para um lugar de obsessão e mistério envolvendo um culto secreto em torno da figura de Salomé, a luxuosa princesa bíblica.

## Elenco
- Aura do Nascimento ... Cecília
- Renata Carvalho ... Helena
- Fellipy Sizernando ... João
- Zuba Neves
- Danny Barbosa
- Everaldo Pontes
- Geyson Luiz

## Produção

### Pré-produção interrompida
Em 2018, o projeto foi contemplato com recursos do edital FUNCULTURA, do Governo do Estado de Pernambuco. O filme receberia investimento da ANCINE por meio de arranjos regionais de incentivo à editais regionais. Sua pré-produção, iniciada em dezembro de 2018, foi interrompida em 2019, após o Governo Bolsonaro bloquear verbas da ANCINE destinadas à projetos LGBTs. Segundo o realizador, houve dificuldades na hora de captar recursos para a produção por ser um filme que retrata os personagens usando drogas e por conter cenas de sexo explícito.

### Mudanças no projeto
Em 2021, o roteiro do longa, que possuia a seguinte sinopse "Saló e suas amigas organizam a Dystopia, festa clandestina que propõe uma convivência igualitária entre os humanos e a raça sintética. Uma noite, Saló decide experimentar uma substância conhecida como o Sangue de Cristo e passa a enfrentar suas pulsões mais íntimas, obscuras e insensatas.", foi selecionado pelo Laboratório Novas Histórias do Sesc-SP e pelo GUIÕES de Portugal. Em 2022 após contratar um advogado, a produção conseguiu a liberação do dinheiro. 

### Filmagem e distribuição
O filme só viria a ser rodado em 2023, com a história tendo sido reformulada para a sinopse atual. A obra foi produzida pelas produtoras Dora Amorim, Júlia Machado e Thaís Vidal através da Ponte Produtoras. Também houve a participação do coletivo Surto & Deslumbramento, do qual André Antônio faz parte. O lançamento comercial em cinemas será realizado pela Vitrine Filmes.

## Prêmios e indicações
| Ano  | Festival             | Prêmio                                         | Categoria                               | Recipiente(s)                | Resultado | Ref.   |
| ---- | -------------------- | ---------------------------------------------- | --------------------------------------- | ---------------------------- | --------- | ------ |
| 2024 | Festival de Brasília | Mostra Competitiva Nacional - Longas-metragens | Melhor Longa-metragem pelo Júri Oficial | Salomé                       | Venceu    | [ 11 ] |
| 2024 | Festival de Brasília | Mostra Competitiva Nacional - Longas-metragens | Melhor Longa-metragem pelo Júri Popular | Salomé                       | Venceu    | [ 11 ] |
| 2024 | Festival de Brasília | Mostra Competitiva Nacional - Longas-metragens | Melhor Atriz Coadjuvante                | Renata Carvalho              | Venceu    | [ 11 ] |
| 2024 | Festival de Brasília | Mostra Competitiva Nacional - Longas-metragens | Melhor Roteiro                          | André Antônio                | Venceu    | [ 11 ] |
| 2024 | Festival de Brasília | Mostra Competitiva Nacional - Longas-metragens | Melhor Direção de Arte                  | Maíra Mesquita               | Venceu    | [ 11 ] |
| 2024 | Festival de Brasília | Mostra Competitiva Nacional - Longas-metragens | Melhor Trilha Sonora                    | Mateus Alves e Piero Bianchi | Venceu    | [ 11 ] |
| 2024 | Festival de Brasília | Prêmio Abraccine                               | Melhor Longa-metragem                   | Salomé                       | Venceu    | [ 12 ] |
| 2024 | Festival de Brasília | Prêmio Canal Like                              | Melhor Longa-metragem                   | Salomé                       | Venceu    | [ 13 ] |